# 童星

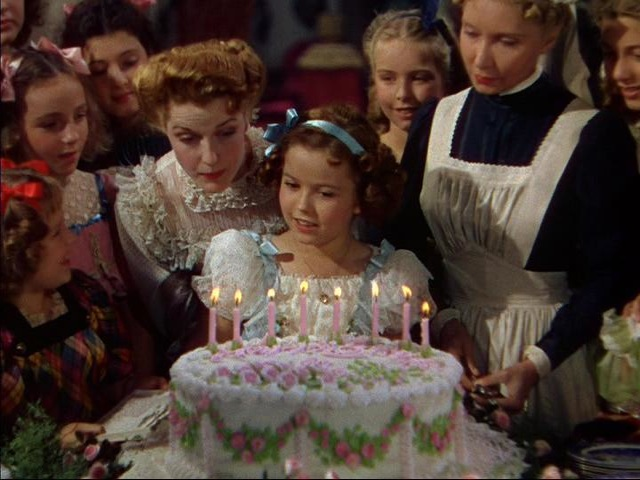
美國著名童星秀兰·邓波儿，11歲時在電影《小公主》(1939)中演出。

童星是對從事演員、歌手、模特兒及配音員等演藝工作的兒童之稱呼。一般來說，是指未成年或18歲以下的藝人。小時候開始演藝生涯的成年人也可以被稱為兒童演員，或「前兒童演員」。密切相關的術語包括青少年演員或青少年演員，即在青少年時期就受歡迎的演員。早期著名的例子包括伊莉莎白·泰勒 ，她在 20 世紀 40 年代初以童星身份開始製作《玉女神駒》等作品，之後在成人電影中成為受歡迎的電影明星。
許多兒童演員發現自己在成年後很難適應，這主要是由於類型轉換。麥考利·卡爾金和林賽·羅韓是兩位特別著名的兒童演員，他們在年輕時獲得的名氣最終經歷了許多困難。有些兒童演員成年後確實取得了成功的演藝事業。童年時就成名的著名演員包括米基·魯尼、蒂姆·馬西森、德魯·巴里摩爾、希亞拉·拉博夫、傑克·吉倫哈爾、米拉·庫尼斯和莫莉·林沃德。其他兒童演員也在其他領域取得了成功的職業生涯，包括導演朗霍華德、波蘭政治家莱赫·卡钦斯基和雅罗斯瓦夫·卡钦斯基以及歌手珍妮劉易斯。

## 規定
由於演藝界特殊的要求，正常的成年人無法模擬未成年人的外貌與外形等等，而需要未成年人參與演出等活動，所以童星一般不認為是童工。但跟一般演員不同，由於童星仍是兒童，仍在成長階段。各地均對童星設立比成年人更佳的保障。每個國家或地區均有限定其國內童星的工時及範圍，並且限定不可對其常規生活，特別是學校生活帶來影響。部份地區也有規定，兒童的收入的一部份必需存起來（如美國規定為15%），作童星息影後的開支，如教育等之用。

### 各地有關童星的工作規定
- 美国：童星的活動受到管轄工會（如果有）和州法律的監管。加州由於好萊塢娛樂業的大量存在，加州制定了一些最明確的保護兒童演員的法律。作為未成年人的童星在接受任何有償工作之前必須獲得娛樂工作許可證。義務教育法規定，兒童演員在工作期間的教育不得受到干擾，無論兒童演員就讀公立學校、私立學校甚至家庭學校。孩子在片場時在工作室老師的監督下完成學業。有些節目專門選在遙遠的地方拍攝，以逃避旨在保護兒童的法規。例如在加拿大卑詩省拍攝的項目可能會允許加州禁止的更長的工作時間或危險的特技。
- 英国：在童星可以工作之前，他們需要當地教育局頒發的表演許可證以及有執照的監護人；家長只能監護自己的孩子，監護人的職責包括代替父母，記錄到達和離開工作地點的時間、孩子的工作時間、休息時間以及輔導時間。兒童每天需要至少三個小時的輔導，一節課必須至少30分鐘才能計入總數，對於16歲和17歲的繼續教育，應考慮以下因素：關於他們的學業。有法規和指導來保護所有18歲以下的演員；OFCOM指南指出，兒童的健康和安全、福祉和福祉在電視製作中至關重要，他們的年齡、成熟度和生活經驗等因素可能會影響他們的表現。OFCOM 也建議廣播公司進行風險評估，考慮尋求專家建議並遵循最佳實務。
- 日本：晚上8時後不能工作[2]。
- 香港：工作時間不可以在早上7時前或晚上11時後，而一天亦不能工作超過8小時，星期一至星期五上課時間亦不能工作[3]。
- 中華民國：未滿6個月大的工作者，每次工作最多30分鐘，每日工作最多2小時；未滿6歲的工作者，每日工作不超過2小時；6歲以上、未滿12歲者，每天不超過3小時：12歲以上、未滿15歲者，每日不超過4小時[4]。
- ：未成年晚上10點後不能工作

## 問題

### 收益的所有權
在1930年代之前的美國，許多童星從未見過他們賺到的錢，因為他們不負責這些錢。傑姬·庫根（Jackie Coogan）作為兒童演員賺了數百萬美元，卻發現其中大部分都被父母揮霍殆盡。1939年加州州政府介入了這場爭議，並頒布了《庫根法案》，要求將兒童收入的一部分保存在一個稱為凍結信託的特殊儲蓄帳戶中。然而，不受積極監控的信託也可能會出現問題，例如加里·科爾曼 (Gary Coleman)的情況，他從1974 年開始工作，後來起訴他的養父母和前商業顧問，指控其挪用信託基金，索賠380 萬美元。

### 競爭壓力
有學者與民眾也批評童星父母允許孩子工作，認為更多正常的活動應該成為童年時期的主要內容。其他人觀察到競爭存在於孩子生活的各個領域——從體育到學生報紙，再到管弦樂隊和樂團——並相信灌輸的職業道德或發展的才能都會對孩子有利。在緊張的製作進度下工作時，童星可能會經歷獨特的負面壓力。大型專案的成功取決於孩子有效表現的能力，這增加了壓力。埃塞爾·默曼（Ethel Merman）曾多次與兒童演員一起參與長期舞台製作，她不喜歡他們最終認為的過度專業化——“表現得更像侏儒而不是孩子”——並且不贊成父母強迫他們成年。